# آستین (منیتوبا)
آستین (به انگلیسی: Austin) شهری در غرب استان مانیتوبا، کانادا است.

## نگارخانه

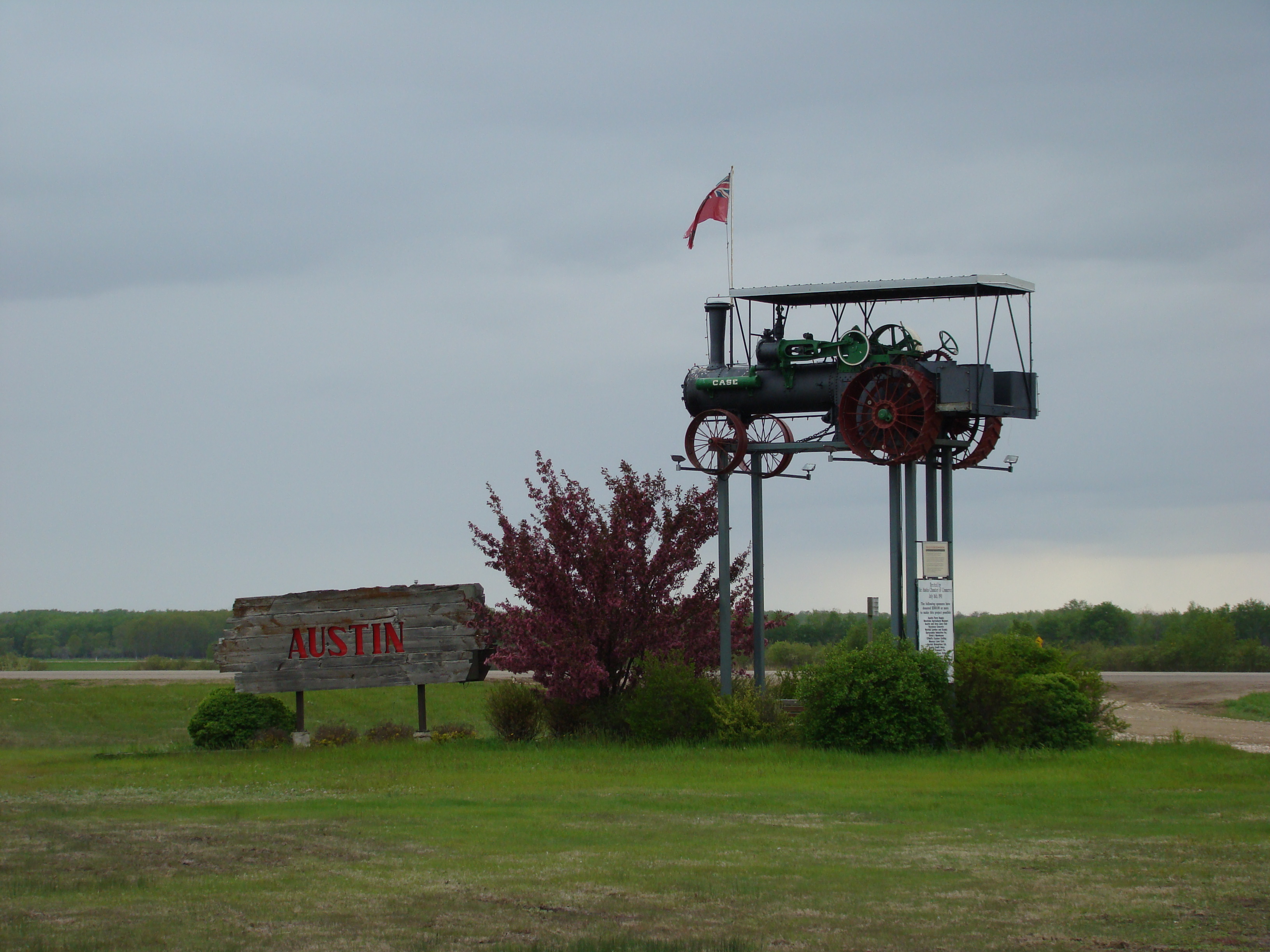
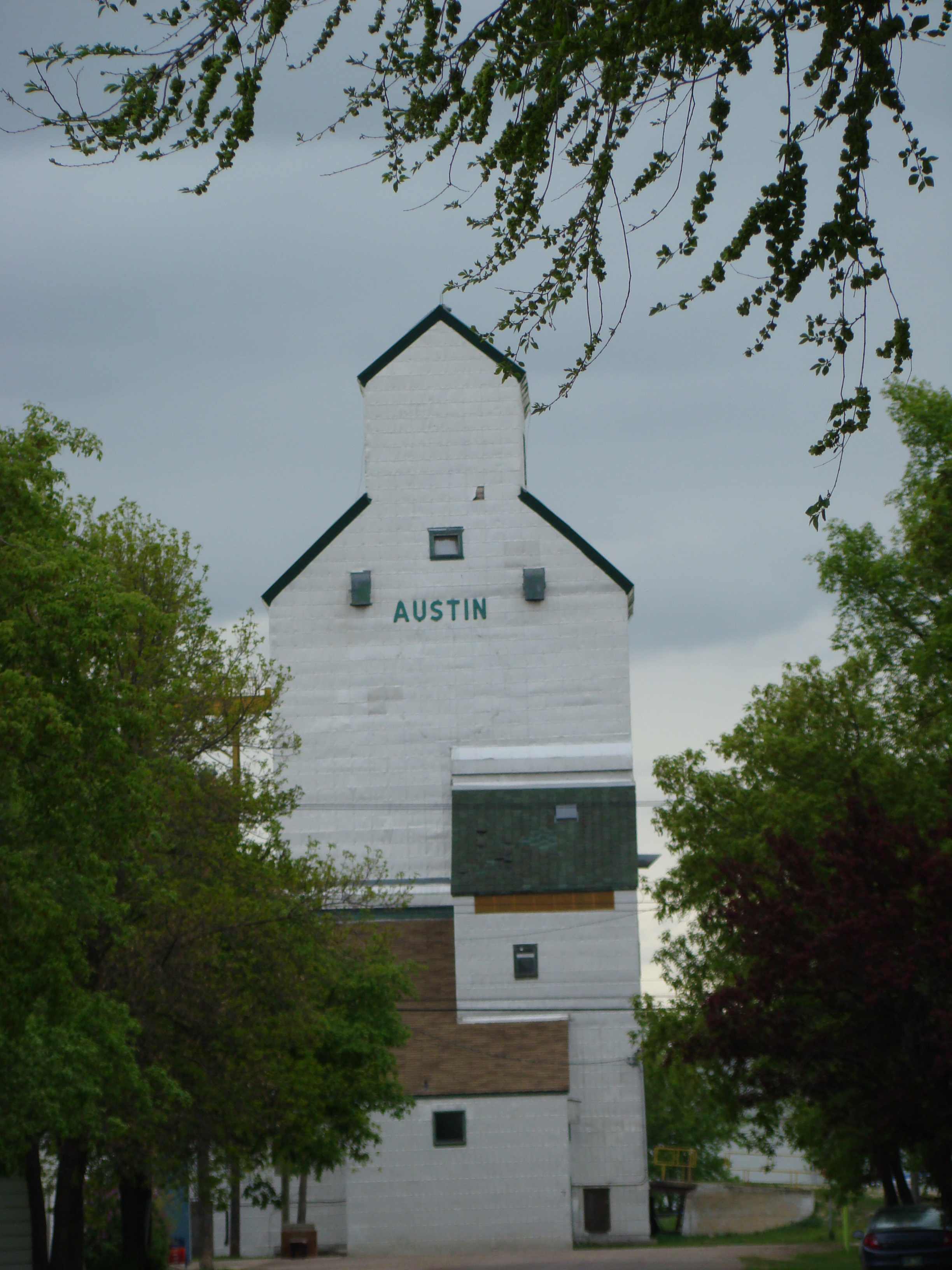
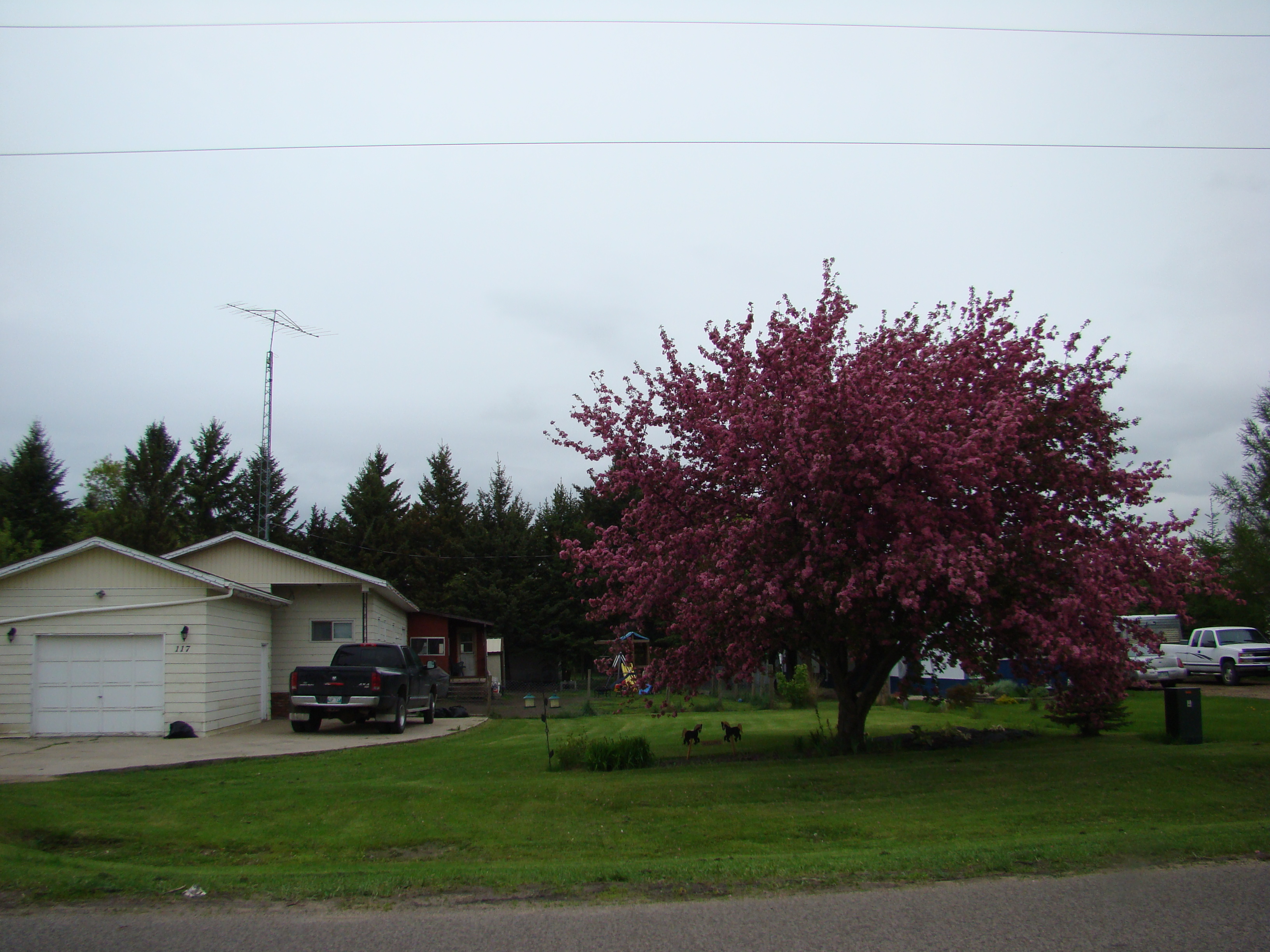
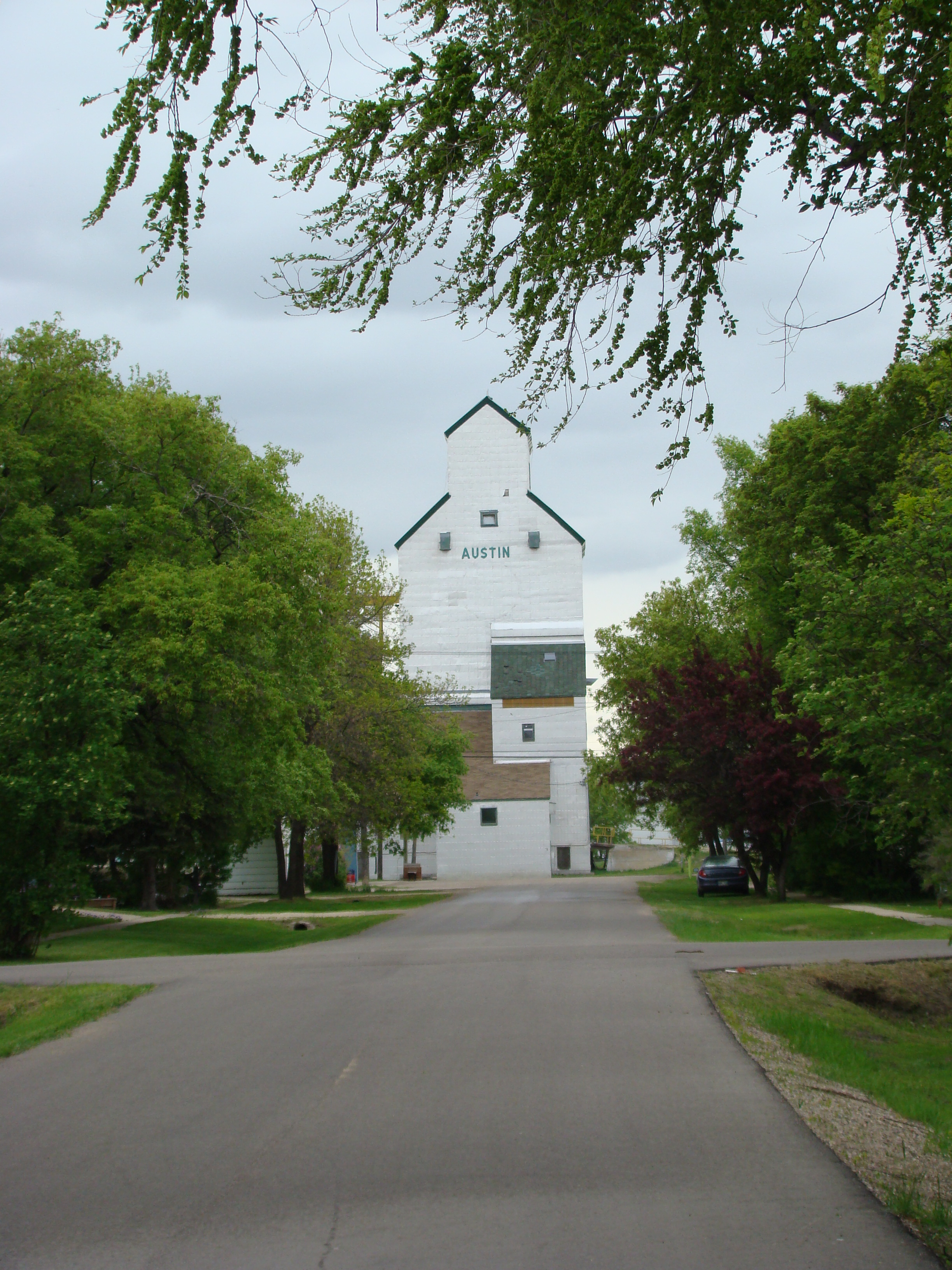
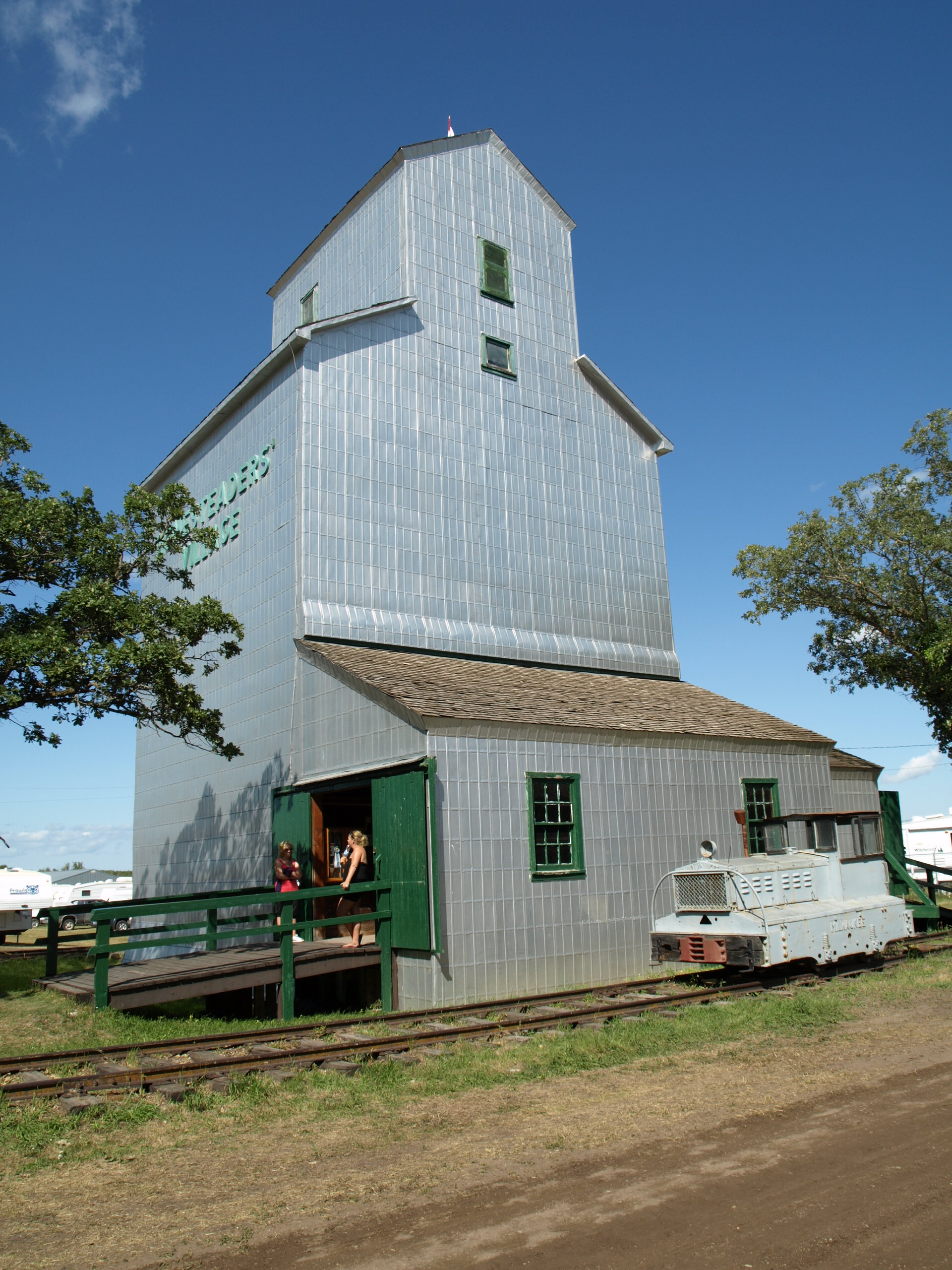
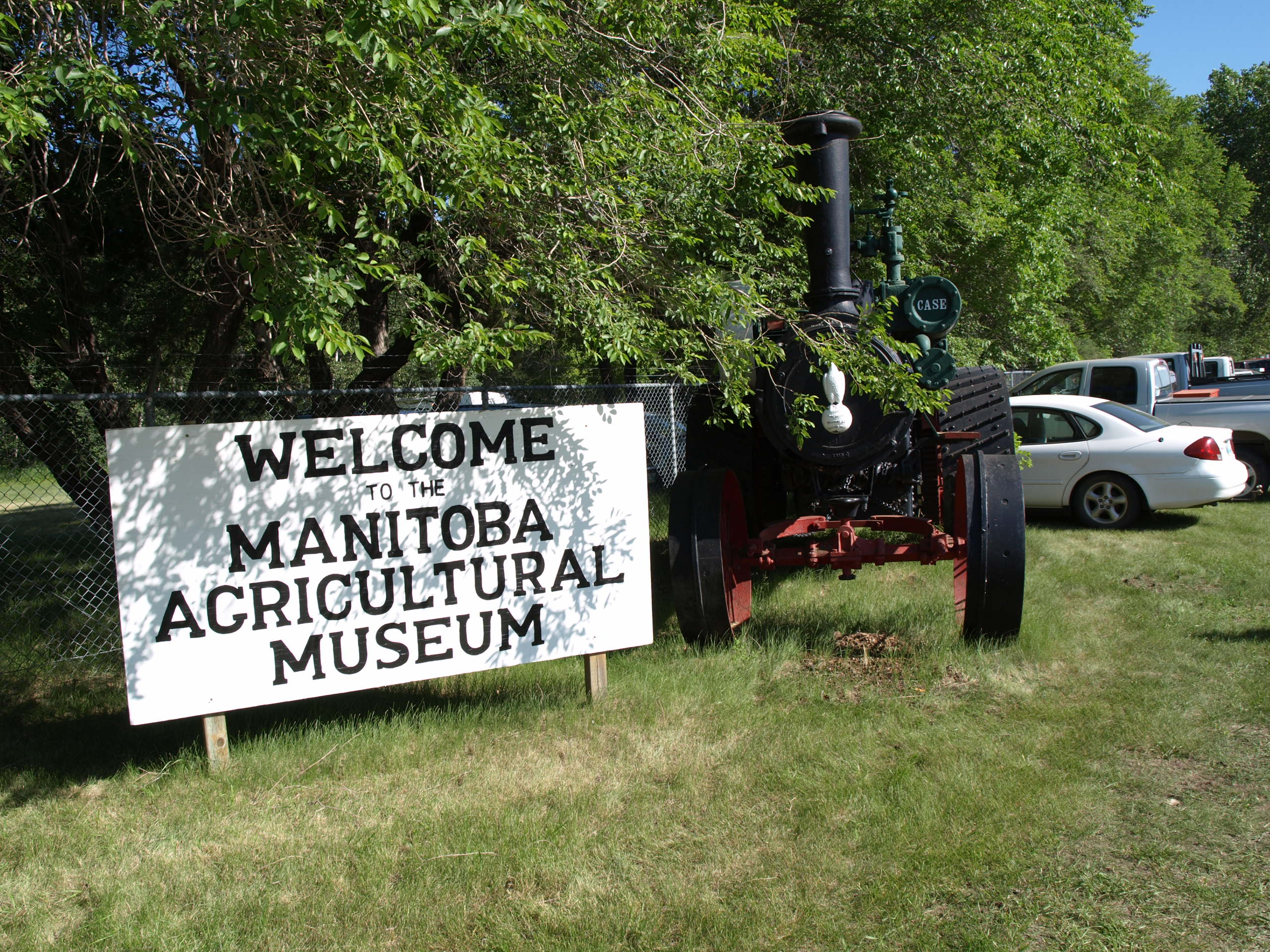
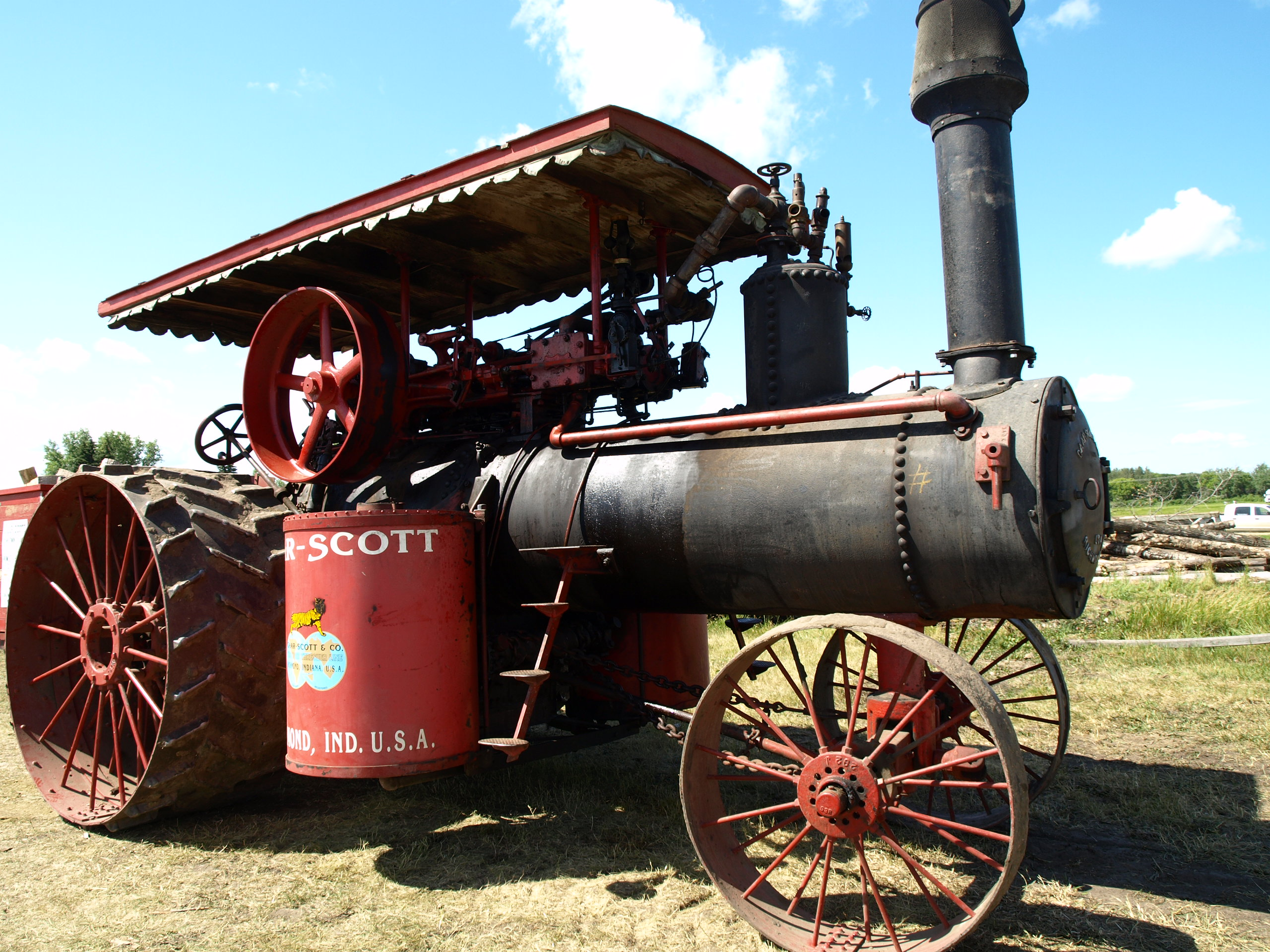
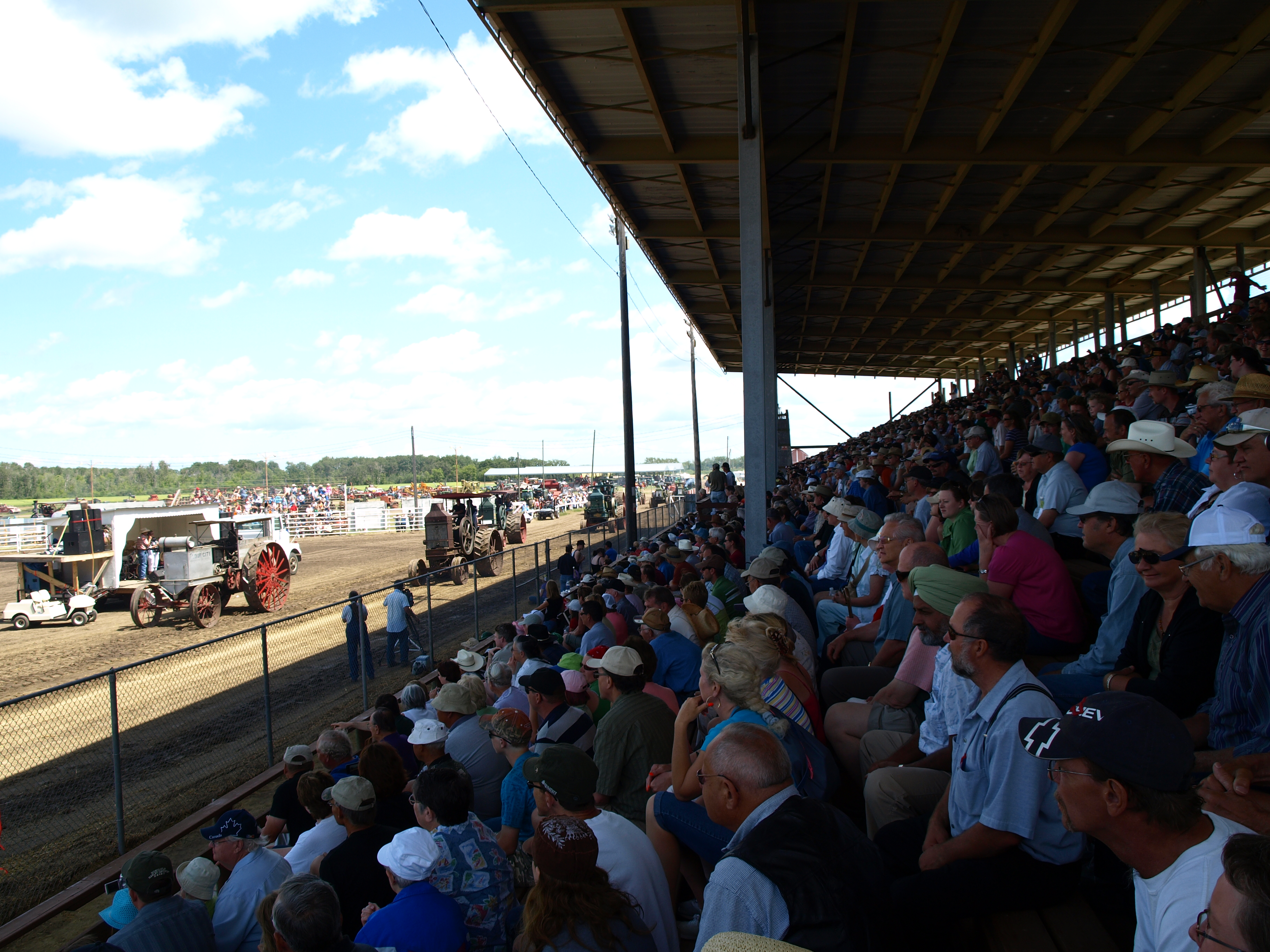